# Шершина, Валентина Ивановна
Валентина Ивановна Подчуфарова/Шершина (1924—2007) — диверсант-подрывник, в 1942—1944 годах воевала в партизанском отряде на территории Белоруссии. Лично пустила под откос 13 эшелонов противника.

## Биография
Родилась в 1924 году в Туле. Комсомолка с 1939 года. В июне 1941 года закончила 9 класс тульской средней школы № 39.
В июле, когда уже немцы бомбили Тулу, была призвана на строительство противотанковых рвов, затем была зачислена в «боевую дружину» — дежурить ночью на крышах, спасая дома от фугасов. Потом работала на заводе.
В феврале 1942 года была направлена комсомолом в Москву, в спецшколу № 2 диверсантов-подрывников.
По окончании спецшколы зачислена в диверсионно-разведывательную группу, где получила прозвище «Натка» — по имени героини довоенного фильма о Гражданской войне «Подруги».
В ночь на 4 июня 1942 года группа в составе 10 человек перешла, переплыв Двину, линию фронта с задачей присоединится к партизанскому отряду. Но в пункте назначения «Тёмный Бор», западнее Орши, отряда не оказалось. Ввиду заболевания командира группы, часть группы из парней (по жребию) отправилась с ним в обратный путь, часть не вернулась с разведки.
Оставшиеся случайно были обнаружены партизанской группой Василия Матушевского, входящей в группу «Чекист». Группа Матушевского численностью около 20 человек базировалась в районе деревни Свиярни, работала по «железке» — Москва-Брест, примерно раз в неделю взрывая железную дорогу с военным составом.
В составе этой группы Подчуфарова за короткое время лично пустила под откос 4 вражеских эшелона.
Проявила особые способности при установке модернизированных упрощенных взрыватей при минировании полотна, приобретя среди минёров славу удачливой подрывницы.
К ноябрю 1942 года выходы на «железку» группа прекратила ввиду активного поиска группы полицаями, и обнаружении ими партизанского склада боеприпасов. Командир группы принял решение перебазироваться на территорию Круглянского района, где действовало несколько партизанских отрядов.
С декабря 1942 года группа присоединилась к 36-му отряду Борисовского оперативного центра под командованием Сергея Жунина. Подчуфарова была зачислена во взвод подрывников 36-го отряда. Отряд действовал в Круглянском, Шкловском и Белыничском районах.
К августу 1943 года отрядом было подорвано 4 эшелона противника. Так, в новогоднюю ночь 1943 года взвод подрывников совершил диверсию на участке железной дороги Коханово — Орша: под откос полетело 10 вагонов и несколько платформ. Особенно удачно получилось к 23 февраля 1943 года: рванули эшелон почти вдребезги[прояснить].
С августа 1943 года Подчуфарова — командир отделения подрывников 36-го отряда.
С июля 1943 года по всей оккупированной немцами Белоруссии советскими партизанами успешно проводилась «Рельсовая война». Основные операции партизаны 36-го отряда проводили на участке дороги Орша-Минск, за четыре месяца отделение Подчуфаровой пустило под откос 7 вражеских эшелонов.
В октябре 1943 года на торжественном награждении состава бригады государственными наградами Подчуфаровой вручена медаль «За отвагу».
6 ноября 1943 года в бою у деревни Санники Круглянского района Подчуфарова получила серьёзное ранение в ногу, была переправлена на Большую землю.
В ноябре 1943 года командование отряда подписало представление на присвоение Валентине Подчуфаровой звания Героя Советского Союза, которое, согласно приказу штаба Партизанского движения, присваивалось за одиннадцать взорванных вражеских эшелонов с боевой техникой. В 1944 году награждена орденом Ленина.

Боевая политическая характеристика на партизанку отряда № 36 8-й партизанской бригады Подчуфарову Валентину Ивановну.
Тов. Подчуфарова В. И., рождения 1924 г., русская, образование 9 классов, комсомолка с 1939 г., канд. ВКП (б) с 1943 г. Уроженка г. Тула, Советская, 20. В партизанах с июля месяца 1942 г.
Тов. Подчуфарова В. И. за период пребывания в партизанском отряде показала себя преданной делу Ленина-Сталина и своей социалистической Родине. Будучи подрывницей отряда она спустила под откос 20 вражеских эшелонов противника с живой силой и техникой. Тов. Подчуфарова неоднократно сражалась в открытых боях с противником, где смело и мужественно разила своим огнём врага.
За смелость, храбрость и мужество, проявленные в боях с немецким фашизмом тов. Подчуфарова В. И. дважды награждалась правительственными наградами и была представлена к высшей награде — званию «Героя Советского Союза». Морально выдержана, политически устойчива.
Командир отряда — Кудрявцев
Комиссар — Ковецкий
5-го июня 1944 г.
— Валиев В. А. Золотая слава Анапы. — Анапа, 2005. — 72 с.

### После войны
После войны вышла замуж, сменила фамилию на «Шершина», работала военным переводчиком в Германии, преподавала иностранный язык в одном из вузов Волгограда. В 1985 году участвовала в юбилейном Параде Победы. Проживала в Анапе.
Валентина Ивановна Шершина умерла в 2007 году в Волгограде.

## Воспоминания
Валентина Ивановна в последние годы жизни работала над автобиографией «Это моя война». К 2002 году рукопись, составляющая три общие тетради, была окончена. Однако опубликовать книгу не удалось, так как в 2003 году собранные на её издание средства были похищены мошенницей.
Воспоминания впервые были обнародованы в 2012 году на страницах Интернет-проекта «Непридуманные рассказы о войне». Благодаря этому источнику личность Подчуфаровой была в 2013 году замечена командой телеканала «Россия К». Жизни и подвигу Валентины Шершиной посвящена вторая серия «Натка» документального сериала «Прекрасный полк», вышедшего в 2015 году.
Рукопись (ни в печатном виде, ни в интернете) в полном виде не опубликована до сих пор.